# Age of Winters
Age of Winters är det första studioalbumet av det amerikanska heavy metal-bandet The Sword. Albumet släpptes den 14 februari 2006.

## Låtlista
1. "Celestial Crown" - 1:57
2. "Barael's Blade" - 2:48
3. "Freya" - 4:34
4. "Winter's Wolves" - 4:36
5. "The Horned Goddess" - 5:02
6. "Iron Swan" - 5:46
7. "Lament for the Auroch" - 7:59
8. "March of the Lor" - 4:41
9. "Ebethron" - 5:33